# Pyrgulopsis bruneauensis
Pyrgulopsis bruneauensis är en snäckart som beskrevs av Robert Hershler 1990. Pyrgulopsis bruneauensis ingår i släktet Pyrgulopsis och familjen tusensnäckor. IUCN kategoriserar arten globalt som akut hotad. Inga underarter finns listade i Catalogue of Life.